# 클라우디오 아라우

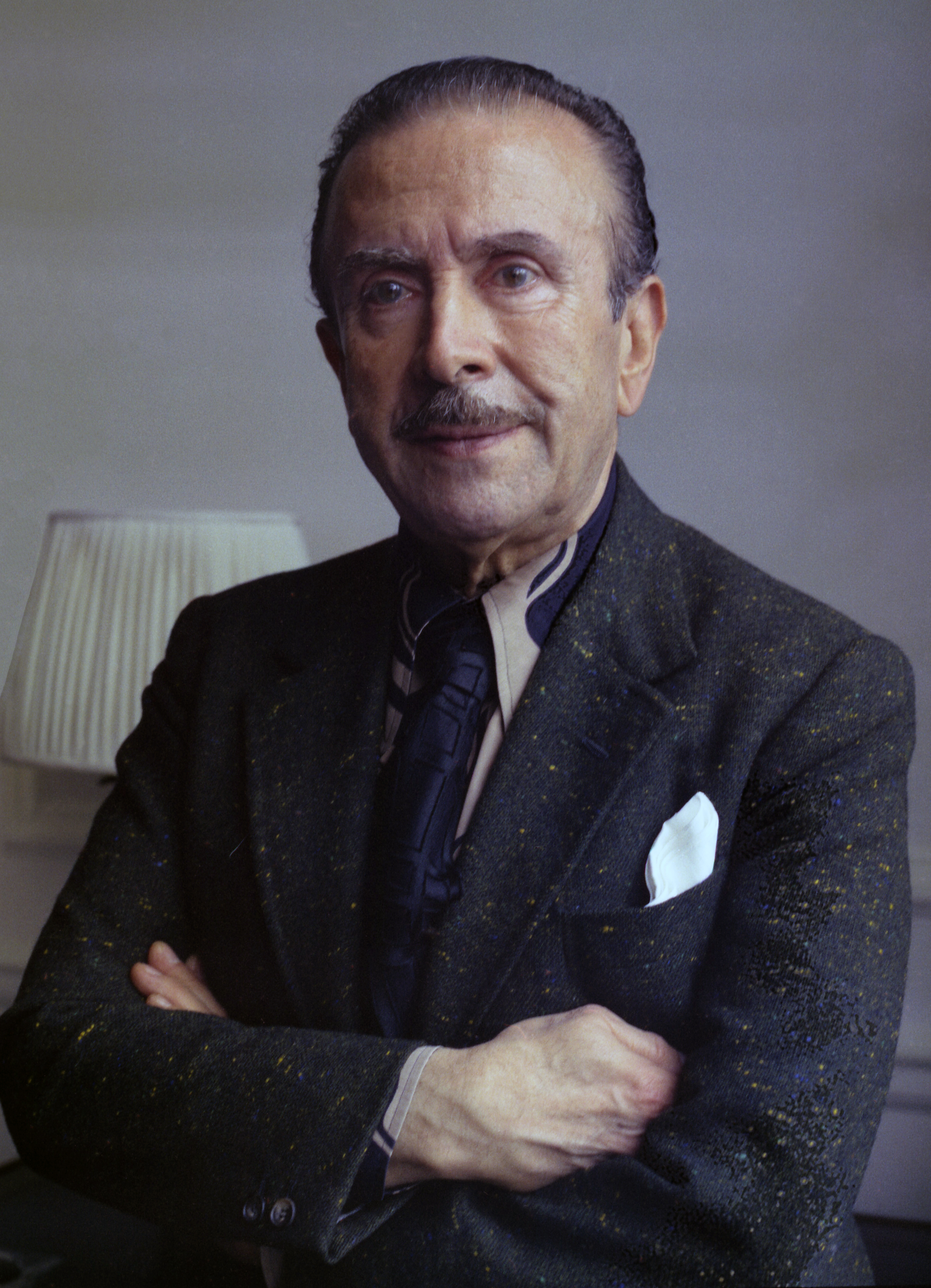

클라우디오 아라우(Claudio Arrau, 1903년 2월 6일 - 1991년 6월 9일)는 칠레의 피아니스트이다.
산티아고 음악원으로부터 베를린의 슈테른 음악원으로 진학하고, 1927년의 제네바 국제 콩쿠르에서 우승하였다. 이후 유럽을 중심으로 활약하였다. 그가 잘 연주하는 것은 쇼팽, 베토벤, 리스트 등의 작품들인데, 현대 중남미의 음악 작품도 즐겨 소개했다.